# Fudži

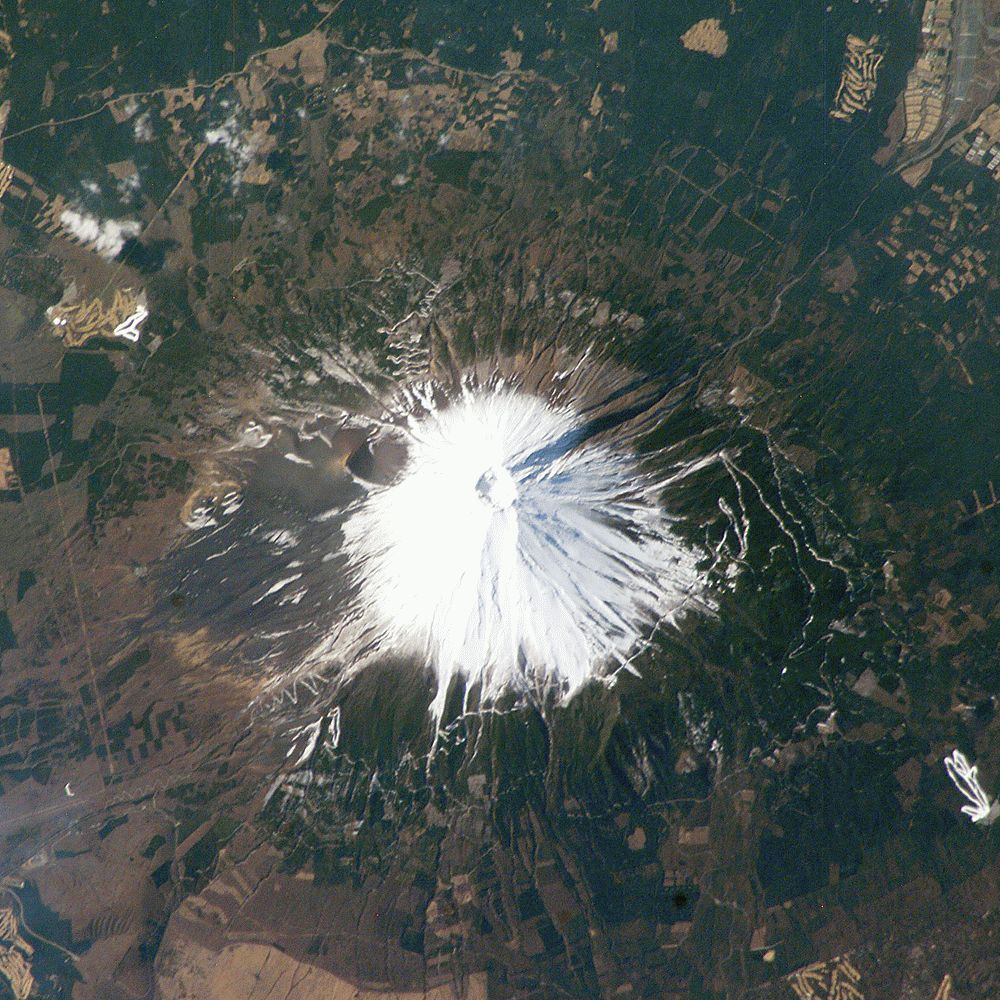
Satelitní snímek hory Fudži

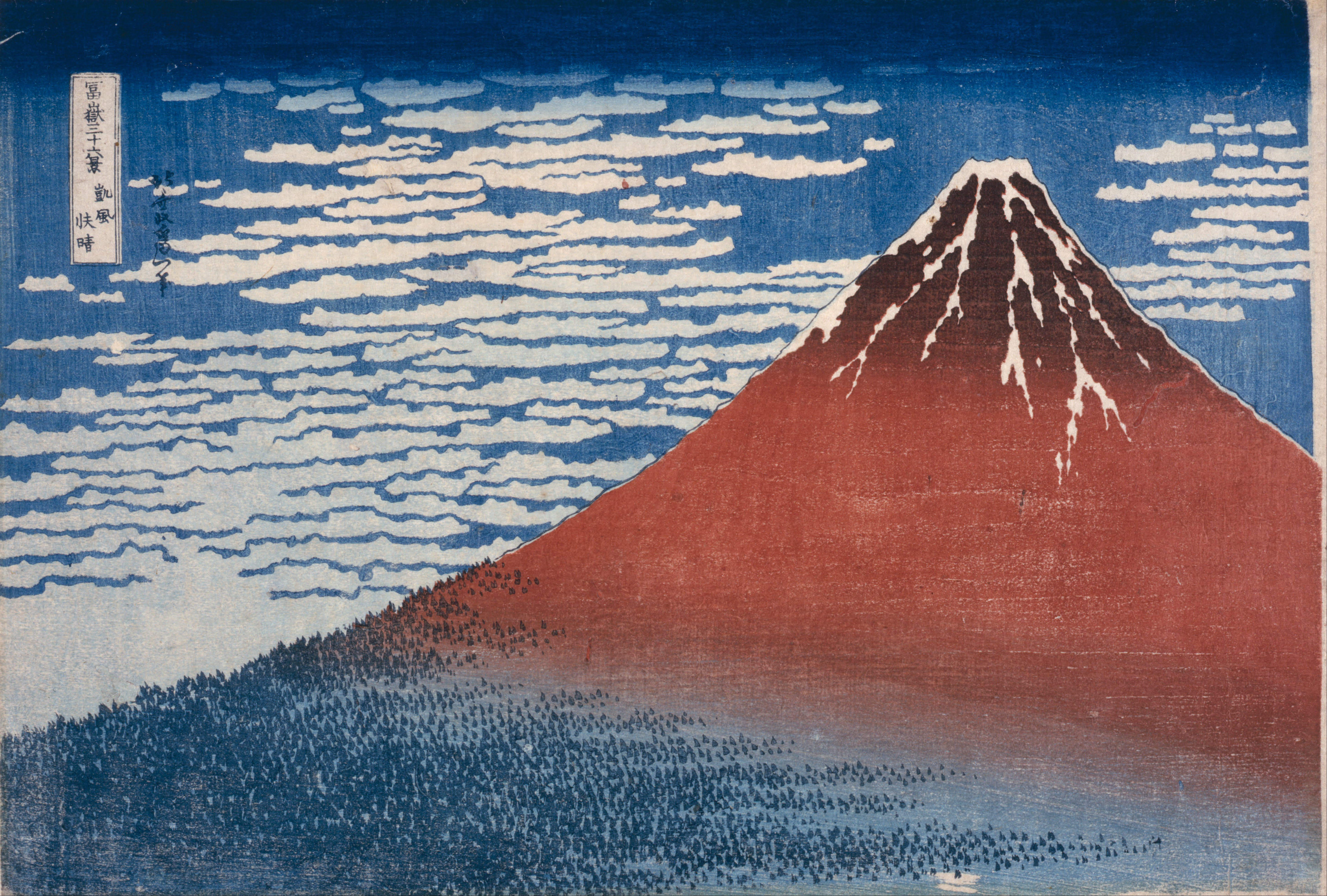
Rudá Fudži od Hokusaie

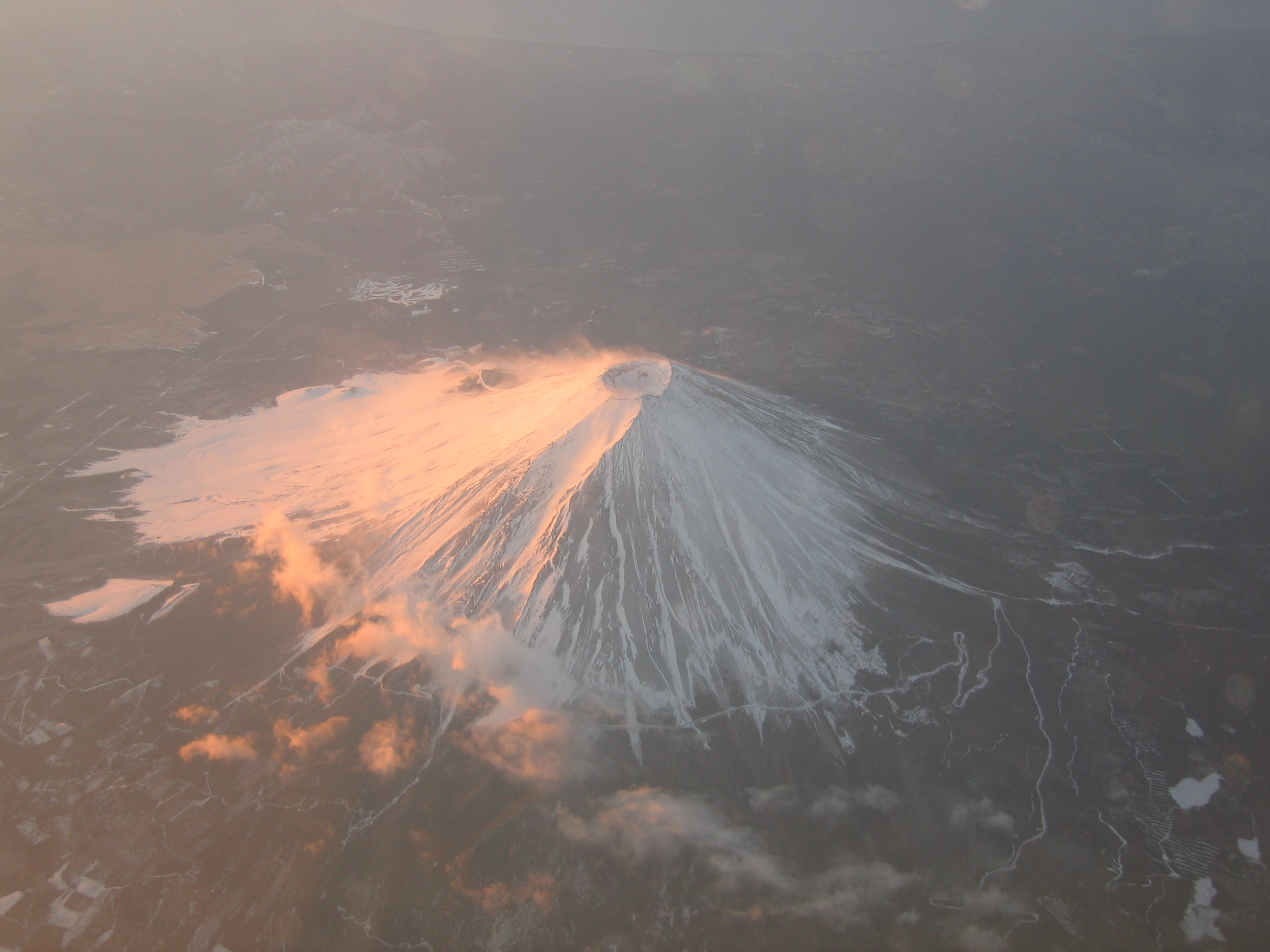
Pohled z letounu na Fudžisan

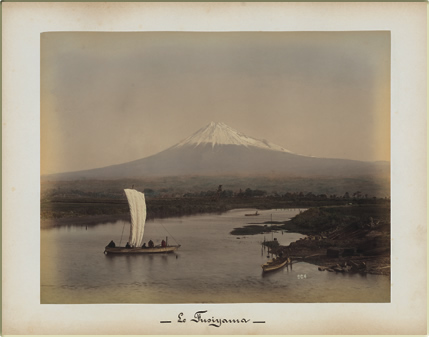
Kusakabe Kimbei: Pohled na horu Fudži, ručně kolorovaná albuminová fotografie, 1880

Fudži (japonsky 富士山, Fudži-san) je nejvyšší hora Japonska. Rozkládá se v regionu Čúbu na hranici mezi prefekturami Šizuoka a Jamanaši na západ od Tokia, z kterého je za jasného počasí viditelná. Hora stojí osamoceně uprostřed nížin při tichomořském pobřeží ostrova Honšú.

## Sopka
Sopka vznikala opakovaným vyvrhováním lávy a popela a jedná se tedy o stratovulkán. V současnosti je Fudži považována za aktivní sopku s malou pravděpodobností erupce. Prvním dochovaným záznamem o erupci je z roku 800 př. n. l. Od té doby jich proběhlo několik. Posledním zaznamenaným výbuchem byla tzv. erupce Hóei v roce 1707, kdy město Edo (dnešní Tokio) vzdálené 100 kilometrů pokryla vrstva popela.
Kráter (Nai-in) má šířku kolem 700 metrů. Okraj sopečného kráteru má přibližně kruhový tvar, z kterého vyrůstá šest výstupků zvaných „šest okvětních plátků Fudži“. Tyto výstupky vytvářejí dojem hrbolatého vrcholu.

## Geografie
Po většinu roku je její elegantní kuželovitý vrchol pokrytý sněhem. Obvod hory na úpatí je 125 km. Kolem hory Fudži leží pět jezer: Kawaguči, Jamanaka, Sai, Motosu a Šódži. Jezera se nalézají uprostřed lesů a jsou propojená potůčky a vodopády.

## Geologie
Hora Fudži se nachází na rozhraní tří malých tektonických desek – amurské, ochotské a filipínské. Tomuto bodu se říká tzv. trojný bod (triple junction), v tomto případě trojný bod hlubokomořského příkopu, jelikož hranice všech tří litosférických desek jsou tvořeny hlubokomořskými příkopy. Zmíněné litosférické desky formují západní část Japonska, východní část Japonska a poloostrov Izu. Sousední pacifická tektonická deska se podsouvá (subdukuje) pod tyto desky a zapříčiňuje zdejší vulkanickou aktivitu. Hora Fudži se také nachází poblíž tří ostrovních oblouků, což je pásmo sopek vzniklých zahříváním a roztavením subdukující litosférické desky, a to japonského jihozápadního, japonského severovýchodního a oblouku Izu-Bonin-Mariana. Trojný bod hory Fudži je pouze 400 kilometrů vzdálený od trojného bodu Boso, který je stejného typu.
Hlavní kráter Fudži má v průměru 780 metrů a hloubku 240 metrů. Dno kráteru má průměr 100–130 metrů. Úhel sklonu stěny kráteru do vzdálenosti 1,5–2 kilometrů se pohybuje mezi 31°–35°, což je sypný úhel pro suchý štěrk. Za touto vzdáleností je úhel sklonu 27°. To je způsobeno zvýšením obsahu struskovité lávy – scoria (vulkanická pyroklastická hornina vzniklá utuhnutím lávy). Úhel sklonu středního úbočí se snižuje z 23° na méně než 10° v podhůří sopky.
Vědci identifikovali čtyři odlišné fáze vulkanické aktivity, které daly vzniknout hoře Fudži. První fáze, nazývající se Sen-komitake, je tvořena andezitovým jádrem nedávno objeveném v hlubinách hory. Fázi Sen-komitake následovala fáze „Komitake Fudži“, která se skládá z vrstvy bazaltu, o které se předpokládá, že vznikla před několika stovkami tisíc let. Zhruba před 100 000 lety přes vrstvu bazaltu přetekla vrstva formující tzv. „Starou Fudži“. Hora Fudži, kterou známe nyní ve 21. století, tzv. „Nová Fudži“, nejspíše vznikla zhruba před 10 000 lety převrstvením „Staré Fudži“.
Erupce Pre-Komitake začaly ve středním Pleistocénu v oblasti sedm kilometrů severně od hory Fudži. Po relativně krátké pauze erupce znovu započaly a zformovaly ve stejné oblasti vulkán Komitake. Tyto erupce skončily před 100 000 lety. Sopka Ašitake, nacházející se 20 kilometrů jihovýchodně od hory Fudži, byla aktivní před 400 000 – 100 000 lety. Samotná hora Fudži začala být aktivní před 100 000 lety za vzniku Ko-Fudži (stará Fudži), která se zformovala před 100 000–17 000 lety. V dnešní době (21. století) je již však téměř pohřbena pod současnou Fudži. Následně, na jihovýchodní straně sopky, před zhruba 18 000 lety došlo k velkému sesuvu vulkanického materiálu. Erupce Šin-Fudži (nové Fudži), tvořené lávou, lapili a vulkanickým popelem, se začaly objevovat v dobách mezi 17 000–8000 lety, 7000–3000 lety a 4000–2000 lety. Postranní erupce, vyskytující se většinou ve formě parazitických struskových kuželů, ustaly v roce 1707. Největší kužel, Omuro-Jama, je jeden z více než 100 kuželů seřazených ve směru SZ–JV a SV–JZ po vrcholku hory. Hora Fudži má také více než 70 lávových tunelů a značné množství lávových dutin po uhořelých kmenech stromů. Dva velké sesuvy tvoří čela údolí Jošida-Osawa a údolí Osawa-Kuzure.
Od prosince 2002 je tato sopka klasifikována jako aktivní s nízkým rizikem erupce. Poslední zaznamenaná erupce byla erupce Hóei, která začala 16. prosince 1707 (Hóei 4, 23 den 11. měsíce) a skončila 1. ledna 1708 (Hóei 4, 9 den 12. měsíce). Erupce vytvořila nový kráter a v dolní polovině jihovýchodní strany druhý vrcholek, pojmenovaný hora Hóei. Popel a prach z Fudži byl chrlen v podobě deště, dopadajícího do provincií Izu, Kai, Sagami a Musaši. Po této události již nebyly zaznamenány žádné známky další erupce. I přes to bylo v podvečer 15. května 2011 zaznamenáno zemětřesení v malé hloubce o hodnotě 6,2 magnitudo, jen pár kilometrů od jižní strany hory Fudži.

### Zaznamenané erupce
Před zhruba 11 000 lety začalo ze západní strany vrcholu staré Fudži vytékat velké množství lávy, formující novou Fudži, která je v současném 21. století hlavní částí hory Fudži. Od té doby byly vrcholky staré a nové Fudži vedle sebe. Avšak před 2500– 2800 lety zvětrávání vrcholu staré Fudži způsobilo masivní sesuv, a tak zůstal pouze vrchol Šin-Fudži. Zde je uvedeno deset známých erupcí, které mohou být dohledány ze spolehlivých zdrojů.
| Datum(y)                                   | Poznámky | Ref.   |
| ------------------------------------------ | --- | ------ |
| 31. červenec 781                           | Erupce byla zaznamenána v Šoku Nihongi. Bylo poznamenáno, že „padal popel“, jiné detaily však nejsou zaznamenány | [ 14 ] |
| 11. duben – 15. květen 800 13. leden 802   | Nihon Kirjaku udává, že během první fáze byla obloha temná i během dne. Druhá fáze je známá z Nippon Kiseki, kdy štěrk padal jako kroupy. | [ 15 ] |
| Červen – září 864 Prosinec 865 – leden 866 | Obě fáze byly zaznamenány v Nihon Sandaj Džicuroku. Tato erupce vytvořila tři z pěti jezer Fudži: Motocu, Šódži a Sajko. Vytvořila je z jediného jezera tím, že ho lávový proud oddělil na tři části.                                                                     | [ 16 ] |
| Listopad 937                               | Zaznamenáno v Nihon Kirjaku. | [ 17 ] |
| Březen 999                                 | V Hončó Séki je poznamenáno, že zprávy o erupci byly doručeny do Kjóta, ale žádné další detaily nejsou známy. | [ 18 ] |
| Leden 1033                                 | Dle Nihon Kirjaku byla zpráva o erupci doručena do Kjóta o dva měsíce později. | [ 19 ] |
| 17. duben 1083                             | Jediný tehdejší záznam této události byl sepsán buddhistickým mnichem a je možné ho nalézt ve Fusó Rjakuki. Pozdější spisy indikují že zvuk erupce mohl být slyšen i v Kjótu.                                                                                             | [ 20 ] |
| Mezi 30. lednem 1435 a 18. lednem 1436     | Záznam této erupce se objevuje v Ódajki, v kronice uchovávané mnichy v chrámu Kubo Hačiman ve městě Jamanaši. Je zde napsáno, že na hoře Fuji byly viditelné plameny. Jelikož zde není žádná zmínka o kouři, vypadá to, že se jednalo o havajský typ erupce (pouze láva). | [ 21 ] |
| Srpen 1511                                 | Kacujamaki (nebo Mjóhódžiki), sepsané mnichy v Mjóhó-dži ve městě Fudžikawagučiko, indikovalo že na hoře Fudži byl v tuto dobu oheň, ale jelikož na tomto místě nebyla vegetace, musel to být jednoznačně lávový proud.                                                   | [ 22 ] |
| 16. prosinec 1707                          | Erupce Hóei. | [ 10 ] |

### Současné nebezpečí erupce
Sledujíce zemětřesení v Tóhoku v roce 2011, média spekulovaly, že by šoková vlna mohla vyvolat vulkanický neklid na hoře Fudži. V září 2012 Národní Výzkumný Ústav pro Vědu o Zemi a Prevenci Katastrof (National Research Institute for Earth Science and Disaster Prevention – NRIESDP) vytvořil matematické modely, které poukazovaly na to, že tlak v magmatickém krbu by mohl být o 1,6 megapascalů vyšší než byl před poslední erupcí v roce 1707. To některá média interpretovala jako potencionální riziko další erupce hory Fudži. Nicméně, jelikož není žádná známa metoda pro přímé měření tlaku magmatického krbu sopky, nepřímé kalkulace jako ty, které byly použity NRIESDP jsou spekulativní a neověřitelné. Další indikátory předpokládající zvýšené nebezpečí erupce, jakožto aktivní fumaroly a nedávně objevené zlomy, jsou ovšem běžně se vyskytujícími jevy u tohoto typu vulkánu.
Obavy z erupce pokračovaly i v roce 2020. V roce 2021, nová riziková mapa, vytvořena za účelem pomoci obyvatelstvu v plánovaní evakuace, vyvolala obavy kvůli zvyšujícímu se odhadu na možný průtok lávy a dalších větracích otvorů. Brzy poté zasáhlo oblast zemětřesení o síle 4,8 magnitudo, což vyšvihlo frázi „erupce hory Fudži“ do trendů na Twitteru. Nicméně, japonská meteorologická agentura ujistila veřejnost, že toto zemětřesení nikterak nezvýšilo riziko erupce. V roce 2023 byl vytvořen nový evakuační plán, který zohledňuje aktualizovanou hazardní mapu pro rok 2021.

## Turismus
Do roku 1868 byl přístup na vrchol hory povolen jen mužům. Nejvhodnějším obdobím pro výstup na Fudži je období od 1. července do 27. srpna, kdy jsou otevřeny turistické chaty a ostatní zařízení. K vrcholu se dá vyjít některou z šesti upravených cest. Kolem východní části hory byla zřízena lanovka; její provoz je však limitován aktivitou sopky. Například se lanovka nedoporučuje kardiakům, epileptikům a alergikům – neboť její cesta vede nad lávovými poli, ze kterých mohou stoupat plynové sopečné výpary.
K západní části hory se lze dostat výletní lodí po jezeru. Na Fudži se turisté vypravují prostřednictvím specializované cestovní kanceláře se zajištěným programem nebo individuálně, z Tokia do Hakone a následně místním vláčkem. Na jeho zastávkách lze nalézt i další atrakce, jako vesnici se zahradou výtvarného umění.
Každý rok navštíví horu asi 200 000 lidí, z nichž 30 % tvoří cizinci. Fudži je spolu s nedalekým pobřežím součástí národního parku, který ročně navštíví až 80 mil. návštěvníků.

## Příroda
V nejnižším patře mezi modřínovými a smrkovými lesy můžeme nalézt také třešně a azalky. V horních svazích se potom drží již jen odolnější křoviny a trávy. V srpnu se na zasněženém vrcholu pohybují teploty kolem 6°C.

## Název
Fudžisan je někdy v euroamerické kultuře označován jako Fudžijama, protože jedno z možných čtení znaku 山 (hora) je „jama“. Ovšem Japonci toto označení považují za zastaralé. Další zastaralé nebo básnické japonské názvy hory Fudži jsou: Fudži-no-Jama (ふじの山, Fudžijská hora), Fudži-no-Takane (ふじの高嶺, Vysoký vrchol Fudži), Fujó-hó (芙蓉峰, Lotosový vrchol) a Fu-gaku (富岳 nebo 富嶽, první znak z 富士, Fudži a 岳, hora). Literatura uvádí, že část Fudži- je původem z jazyka autochtonních Ainů s významem bohyně ohně.

## Náboženství
Původní obyvatelé Japonska – národ Ainu – uctívali horu jako posvátnou. Hora je posvátná také pro vyznavače šintóismu a buddhisty. Existuje také náboženská sekta Fudži-ko (Společenství Fudži), která se zasvěcuje přímo a jenom této hoře.

## Umění
Hora Fudži je světoznámým symbolem Japonska a je často zobrazována na uměleckých dílech a fotografiích. Nejznámějším dílem zabývajícím se horou je mistrovské dílo malíře stylu ukijo-e Kacušiky Hokusaie 36 pohledů na horu Fudži. Někteří buddhističtí malíři zobrazovali často pohled na jezero Kawaguči, v jehož hladině se hora Fudži zrcadlí.
Tradiční barvou používanou při zobrazování hory Fudži je modrá.
Renomovaný japonský fotograf Kójó Okada (1895–1972) fotografoval horu více než 40 let. Snímal ji ze země, ze vzduchu, ve všech náladách, z každého úhlu i v každé denní době.
Celkem jsem fotografoval tuto horu více než 150 000krát, ale obávám se, že jsem dosud nevyužil všechny možnosti.
Kójó Okada

## Zajímavosti
Mount Taranaki ležící na Novém Zélandu je z některých úhlů tak podobná hoře Fudži, že byla použita jako její zástupce v několika filmech, např. v Posledním samuraji. Velmi podobný hoře Fudži je také Volcán Osorno v jižním Chile. I sopka St. Helens v americké státě Washington byla díky své symetrii a vrcholku pokrytém sněhem a ledem někdy označována jako „Fudžisan Ameriky“. Erupce z roku 1980 však výrazně změnila její podobu.
Tvarem Fudži byl inspirován projekt na nejvyšší stavbu světa s názvem X-Seed 4000. Tato budova, kterou u Tokya navrhla společnost Taisei Corporation, měla dosahovat výšky čtyř kilometrů a měla poskytovat obydlí až milionu lidí.